# Campionato italiano di hockey su ghiaccio 1996-1997
Il Campionato italiano di hockey su ghiaccio 1996-97 venne organizzato, come di consueto, dalla FISG.

Alla Serie A risultarono iscritte soltanto due squadre mentre tutte le altre formazioni si autoretrocedettero in A2. Il Presidente Seeber decise allora che lo scudetto venisse conteso tra le iscritte al massimo campionato e le migliori quattro formazioni di A2. Dato che anche le squadre iscritte alla serie A2 concorsero per la griglia playoff, e che una delle due squadre iscritte alla serie A giocò la prima fase del torneo di A2, per tali motivi per la stagione 1996/97 vengono considerate partecipanti alla serie A tutte le squadre iscritte anche al campionato di serie A2.

## Formazioni
Le squadre che presero parte al campionato furono 16:
- Hockey Club Bolzano
- Milano24
- Alleghe HC
- Asiago Hockey AS
- HC Lupi Brunico
- HC Como
- SG Cortina
- HC Courmaosta

- HC Fassa
- HC Feltreghiaccio
- HC Gardena
- HC Laces Val Venosta
- HC Merano
- Renon Ritten Sport Hockey
- WSV Vipiteno Broncos
- USG Zoldo

## Serie A
Alla Serie A risultano iscritte soltanto Hockey Club Bolzano e Milano24, compagini automaticamente qualificate per il girone di qualificazione playoff. A tale girone in seguito si aggiungeranno dalla A2 anche HC Lupi Brunico, HC Fassa, HC Gardena ed HC Merano.

## Serie A2
Alla Serie A2 risultano iscritte 14 squadre: Alleghe HC, Asiago Hockey AS, HC Lupi Brunico, HC Como, SG Cortina, HC Courmaosta, HC Fassa, HC Feltreghiaccio, HC Gardena, HC Laces Val Venosta, HC Merano, Renon Ritten Sport Hockey, WSV Vipiteno Broncos e USG Zoldo.

### Prima Fase
La prima fase serve a determinare la composizione dei gironi della fase successiva.
NB In classifica manca il dato del Fassa.

### Seconda Fase
Mentre Bolzano (Elite Alpenliga) e Milano24 (EHL e Alpenliga) sono impegnate nelle manifestazioni internazionali, l'A2 prosegue e viene divisa in due gruppi che hanno il compito di determinare le quattro formazioni che accederanno al girone di qualificazione ai playoff scudetto.

#### Girone A
Classifica finale
Fassa e Merano si qualificano ai play-off per il titolo. Il Fassa giocherà anche la finale per il titolo di A2.

#### Girone B
Classifica finale
Gardena e Brunico si qualificano ai play-off per il titolo. Il Gardena giocherà anche la finale per il titolo di A2.

### Qualificazioni ai play-off
Dal girone di qualificazione vengono eliminate le ultime due squadre, mentre le prime quattro accedono alle semifinali playoff.
In testa alla classifica si piazza il Milano24 (24 punti), grazie alla differenza reti (+ 51 a + 25), ai danni del Bolzano (pari merito a 24 punti).

Brunico e Gardena, rispettivamente penultima e ultima, vengono quindi eliminate.

#### Play-off
|  | Semifinali | Semifinali    | Semifinali    | Semifinali | Semifinali |  |  | Finale | Finale    | Finale    | Finale | Finale | Finale | Finale |  |
|  |            |               |               |            |            |  |  |        |           |           |        |        |        |        |  |
|  | 1          | Milano 24     | Milano 24     | 6          | 7          |  |  |        |           |           |        |        |        |        |  |
|  | 4          | Merano        | Merano        | 3          | 3          |  |  | 1      | Milano 24 | Milano 24 | 3      | 1      | 1      | 3      |  |
|  | 2          | Bolzano       | Bolzano       | 6          | 3          |  |  | 2      | Bolzano   | Bolzano   | 1      | 7      | 5      | 5      |  |
|  | 3          | Fassa Falcons | Fassa Falcons | 3          | 2          |  |  |        |           |           |        |        |        |        |  |

##### Semifinali
Serie giocate al meglio delle tre gare. Nelle semifinali Playoff sia il Milano 24 (6-3; 7-3) che Bolzano (6-3; 3-2) eliminano rispettivamente Merano e Fassa in due gare.

##### Finali
Nella finale annunciata (giocata al meglio delle cinque gare), ripetizione della finale giocata l'anno precedente, in gara-1 il Milano24 vince 3-1, ma Bolzano riporta subito la serie in parità, vincendo gara-2 per 7-1. In gara-3 vince ancora il Bolzano (5-1) così come in gara-4 (5-3), gara nella quale i meneghini protestarono in modo veemente per un rigore assegnato al Bolzano a due minuti dal termine per sei uomini di movimento. Per questo presunto torto arbitrale, il presidente del Milano24 decise di non iscrivere la squadra alla stagione successiva per dedicarsi invece all'hockey in-line.
 L'Hockey Club Bolzano vince il suo quattordicesimo scudetto.

Formazione Campione d'Italia:

Christian Alderucci - Peter Andersson - Sean Basilio - Scott Beattie - Manuel Bergamo - Paolo Casciaro - Joe Cicarello - Mario De Benedictis - Lino De Toni - Daniele Giacomin - Günther Hell - Paolo Lasca - Igor Loro - Igor Maslennikov - Davide Mella - Robert Oberrauch - Martin Pavlu - Frank Pietrangelo - Ruggero Rossi De Mio - Tommy Sjödin - Christian Timpone - Lucio Topatigh - Carmine Vani - Mikhail Vassilev - Sergei Vostrikov - Bruno Zarrillo - Andrei Zukov.

Allenatore: Adolf Insam.

### Marcatori
La classifica dei marcatori è aggiudicata da Sergei Vostrikov del Bolzano con 44 punti (15 gol + 29 assist), poi Igor Maslennikov (Bolzano, 39 p.ti, 18 + 21), Mario Nobili (Milano24, 31 p.ti, 14 + 17), Marco Pietroniro (Milano24, 29 p.ti, 14 + 15) e Santino Pellegrino (Milano24, 28 p.ti, 12 + 16).

## Finale serie A2
Serie giocata al meglio delle tre gare.
|  | Finale serie A2 |               |   |   |    |  |
|  |                 |               |   |   |    |  |
|  | Gardena         | Gardena       | 5 | 4 | 3‡ |  |
|  | Fassa Falcons   | Fassa Falcons | 3 | 6 | 2  |  |

‡: partita terminata ai tiri di rigore
L'Hockey Club Gardena si aggiudica il campionato di Serie A2.
Formazione Campione della serie A2:

Igor Boriskov, Patrick Brugnoli, Georg Comploi, Vittorino De Lucca, Manuel Demetz, Christian Insam, Franz Kasslatter, Manuel Kostner, Luigi Moritz Kostner, Thomas Kostner, Josef Linder, Silvan Moroder, Urban Moroder, Günther Nocker II, Elmar Parth, Daniel Paur, Christian Piccolruaz, Klaus Piccolruaz, Leo Pitscheider, Alexander Prinoth, Jlijtsch Prinoth, Colin Ward.

## Serie B

### Zona orientale
‡: una gara in meno

### Playoff promozione
|  | Quarti di finale | Quarti di finale | Quarti di finale | Quarti di finale | Quarti di finale |  |  | Semifinali    | Semifinali    | Semifinali    | Semifinali  | Semifinali  |             |   | Finale | Finale | Finale | Finale | Finale |  |
|  |                  |                  |                  |                  |                  |  |  |               |               |               |             |             |             |   |        |        |        |        |        |  |
|  | Selva            | Selva            | Selva            | 6                | 4                |  |  |               |               |               |             |             |             |   |        |        |        |        |        |  |
|  | Kaltern-Caldaro  | Kaltern-Caldaro  | Kaltern-Caldaro  | 6                | 1                |  |  | Selva         | Selva         | Selva         | 2           | 6           |             |   |        |        |        |        |        |  |
|  | Eppan-Appiano    | Eppan-Appiano    | Eppan-Appiano    | 7                | 9                |  |  | Eppan-Appiano | Eppan-Appiano | Eppan-Appiano | 2           | 3           |             |   |        |        |        |        |        |  |
|  | HC Torino        | HC Torino        | HC Torino        | 2                | 7                |  |  |               |               |               |             |             |             |   | Selva  | Selva  | Selva  | Selva  | 5      |  |
|  | Varese           | Varese           | Varese           | 3                | 6                |  |  |               |               | Settequerce   | Settequerce | Settequerce | Settequerce | 3 |        |        |        |        |        |  |
|  | Alta Badia       | Alta Badia       | Alta Badia       | 5                | 2                |  |  | Varese        | Varese        | Varese        | 1           | 2           |             |   |        |        |        |        |        |  |
|  | Settequerce      | Settequerce      | Settequerce      | 9                | 16               |  |  | Settequerce   | Settequerce   | Settequerce   | 7           | 1           |             |   |        |        |        |        |        |  |
|  | Chiavenna        | Chiavenna        | Chiavenna        | 1                | 1                |  |  |               |               |               |             |             |             |   |        |        |        |        |        |  |

Il Selva di Val Gardena vince la serie B.